# عوض دوخي
عوض فرحان بن محمد بن فرحان دوخي الدوسري مطرب كويتي نَشَطَ فنيّاً في فترتي الخمسينات و الستّينات، يعد من أعلام تراث الغناء الخليجي، تأثر فنياً بالموسيقار محمد عبد الوهاب وأم كلثوم.، إذ لقّبه جمهوره بـ(كلثوم الخليج) نتيجة لتأثّره بكوكَب الشرق. يشاد إليه كونه أوّل من أدخل الكورال النسائي في الغناء الخليجي.  بشكل عام، يُعتَبَر الدوخي أحد روّاد المجال على مستوى الغناء الخليجي، و يُصَنَّف (هو بالإضافة إلى عدد من فنّاني الكويت في منتصف القرن الماضي) ضمن ما يطلق عيه ثقافيّاً بلقب (فن الزمن الجميل). شمل سجلّه الفنّي ما يُقارِب أربعين أغنية كما عُرِفَ عنه حيويّة شخصيّته و ارتباطه باللون الغنائي البحري، و الذي يُعَد عوض الدوخي آخر من غنّاه في الكويت. 

## نشأته وتعليمه
ولِدَ عوض فرحان بن محمد بن فرحان دوخي الدوسري في فريج المطبّة (في منطقة شرق) عام ١٩٣٣ (و في أقوال تاريخيّة أخرى عام ١٩٣٠)، و تلقّى تعليمه بالطريقة التقليديّة على يد كتّاب مثل الملّا بلال قبل بدء تعليمه النظامي في مدرسة النجاح.  عمَل الدوخي كذلك تبّاباً في البحر لدى النوخذة عبدالرحمن بن عثمان بينما كان في الرابعة عشر من عمره 
تعلّم الدوخي أصول عزف العود في بداية الأربعينات على يد أخيه الأكبر عبد اللطيف الدوخي، و سجّل أغنية (يشوقني برق من الحي لامع) على إذاعة الكويت التجريبيّة في منتصف الخمسينات.  تشير المصادر التاريخيّة إلى أن تقديمه للإذاعة كان عبر مبادرة المطربة الكويتيّة عودة المهنّا، حيث قام بِغًناء قصيدة الشاعر العماني سعيد بن أحمد بن سعيد البوسعيدي (يا من هواه أعزّه و أذلّني... كيف السبيل إلى وِصالِك دلّني)
وله من الاخوه أيضا دوخي ومحمد وخليفة هو من حببه في ركوب البحر وعرف عن عوض دوخي طيبة قلبه وبكائه عند سماع القران وعطفه على الفقراء وتربطه صداقه بالشيخ جابر العلي وأيضا الفنان عبد الحليم حافظ وقد تزوج الفنان عوض دوخي عام 56 واثمر الزواج عن خمسه أولاد وبنت.
توفي والده وهو في عمر الخامسة، تلقى دروسه الأولى عند الملا بلال والملا زكريا حيث تعلم أصول القراءة والكتابة والقرآن الكريم، وبعد ذلك انتقل إلى مدرسة النجاح ودرس معه في تلك المرحلة شقيقة يوسف الدوخي  كان مغرماً بالقراءة منذ صغره، ويهوى شراء كتب التاريخ والتراث، فاقتنى مؤلفات الراحل جورجي زيدان عام 1943 وهو لم يتجاوز الـ16 من عمره. ومن الكتب التي واظب على قراءتها «التمدن الإسلامي» و«تاريخ الإسلام» و«ألف ليلة وليلة» و«كليلة ودمنة». رافقته هواية القراءة إلى القاهرة، فبحث عن الكتب والمخطوطات القديمة في أسواق القاهرة وسراديبها، وجمع مكتبة ضخمة تقدر بعشرين ألف كتاب، بالإضافة إلى ما يقارب ألف مخطوطة، وهذه المكتبة لا تزال موجودة في المعهد العالي للفنون الموسيقية[بحاجة لمصدر].

## مسيرته مع الغناء
عندما كان في عمر الثانية عشر بدأ بحب الغناء حيث كان يؤدي أغاني المطرب محمد بن فارس وكان يقلد أصوات مقرئي القرآن مثل العراقي محمود عبد الوهاب، وعندما بلغ الرابعة عشر من عمره انتقل مع والدته إلى فريج الشيوخ، والتقى هناك أحد أفراد عائلة الخليفة وهو سلطان أحمد الذي كان يعزف على العود، وكانوا يقومون بجلسات فنية كل يوم أثنين وأشتركوا بشراء العود.
عندما بلغ الرابعة عشر من عمره سافر مع عبد الرحمن بن عثمان وعمل تبابا، وتوالت سفراته حتى عام 1948، وقد طلب منه النوخذه يوسف بن يعقوب السفر معه كبحار، وفقال له بأنه ليس بحار بل مطرب وأسمعه أغنية «يا غصين البان».
بدأ حياته الفنية في عام 1941 عندما كان يعمل نهاما على ظهر السفن في أيام الغوص، وظهر بالإذاعة في عام 1958، ومن قدمه للإذاعة هي الفنانة عوده المهنا، وأول أغنية له في إذاعة الكويت كانت «يا من هواه أعزه وأذلني» في 11 نوفمبر 1959، وبعد تسجيل الأغنية أُوْقِّف لمدة ثلاثة أشهر عن الغناء في الإذاعة من قبل صالح عبد الملك الصالح وألغي القرار بعد يوم واحد.
غنى عديد من الألوان الموسيقية مثل أغاني الصوت وأغاني البحر والنهمة والأغاني العاطفية وأغاني الطنبورة والأغاني الوطنية، وأول أغنية وطنية له كانت باسم «الفجر نور يا سلام» في الستينات من القرن العشرين التي أذيعت يوم إعلان استقلال الكويت في 19 يونيو 1961.
غنى عدد من الأغاني الوطنية مثل الفجر نور يا سلام و«وسط القلوب يا كويتنا» اللتان ظلتا تذاعان في الإذاعة بشكل يومي لمدة أربع سنوات بناء على طلب الشيخ عبد الله السالم الصباح، وأغنية «أبدي باسمك يا كويت» و«رايات الفرح» و«عادت الأفراح» و«قصر دسمان» ، وقد غنى أغنية عن الشيخ عبد الله السالم الصباح وهي «عبد الله السالم أميرنا».

## من أقواله
«أتمنى أن يصل صوت الأغنية الكويتية الجادة والملتزمة إلى جميع البقاع والاماكن لتعبر عن الكويت إنسانا ًوارضاً وتاريخاً».
«لعل المتتبع للحركة الفنية يجد ان تراثنا الشعبي الاصيل يؤدي دوراً كبيراً، ويعتبر منهلاً خصبا جمعه المتتبعون من خلال دراستهم وتجاربهم الفنية».
«عامود الأغنية اينما كانت هو الكلمة، فمتى ما كانت الكلمة قوية وجميلة كان اللحن بالقوة نفسها والتفاعل مع الكلمة، ولا بد ان يكون هناك متذوق للكلمة الجميلة».
«المسرح الغنائي العربي في حاجة إلى الامكانات الصوتية والتكنولوجيا الحديثة في الإضاءة والنص القادر على خلق عمل غنائي والملحن القادر على تقديم النص بصورة متكاملة».
«أنا تراثي، درست وتشربت وعايشت التراث في كويت الأربعينات والخمسينات».

## الوفاة
تُوفيَّ بسبب المرض في 17 ديسمبر 1979 عن عمر ناهز 47 عامًا.

## كتب عنه
- عوض دوخي: قيثارة كويتية لا تفنى.